# Krasnodar
Krasnodar (em russo Краснода́р), por vezes também grafada Crasnodar, é a capital do território de Krasnodar, no oeste da Rússia. Localiza-se no sudoeste da Rússia Europeia. Tem cerca de 715 mil habitantes (2005). Foi fundada em 1793 com o nome de Ekaterinodar. Tomou a atual designação em 1920.

## Geminações
- Tallahassee, Flórida, Estados Unidos
- Burgas, Burgas,Bulgária
- Karlsruhe, Baden-Württemberg, Alemanha
- Nottingham, Nottinghamshire, Inglaterra
- Ferrara, Emília-Romanha, Itália
- Sucumi, Sukhumi, Abecásia
- Harbin, Heilongjiang, República Popular da China [4]
- Makhachkala, Daguestão, Rússia[5]
- Salvador, Brasil

## Esporte
A cidade de Krasnodar é a sede do Estádio Kuban e do FC Kuban Krasnodar, que participa do Campeonato Russo de Futebol. Outro clube da cidade é o FC Krasnodar. No passado também existia o clube FC Kolos Krasnodar. Outro clube, o FC Krasnodar-2000, manda seus jogos no Estádio Trud.